# Skoki do wody na Letnich Igrzyskach Olimpijskich 1920 – skoki z trampoliny kobiet
Skoki z trampoliny kobiet były jedną z konkurencji w skokach do wody na Letnich Igrzyskach Olimpijskich 1920. Zawody odbyły się 29 sierpnia, w ich ramach rozegrano od razu rundę finałową. W zawodach uczestniczyły 4 zawodniczki ze Stanów Zjednoczonych.

## Wyniki
| Miejsce | Zawodnik         | Punkty | Wynik |
| ------- | ---------------- | ------ | ----- |
| 1       | Aileen Riggin    | 9      | 539,9 |
| 2       | Helen Wainwright | 9      | 534,8 |
| 3       | Thelma Payne     | 12     | 534,1 |
| 4       | Aileen Allen     | 20     | 489,8 |